# Joanne Cassar
Joanne Cassar (* 4. Juli 1971, geborene Joanne Grech) ist eine maltesische Badmintonspielerin. 

## Karriere
Joanne Cassar gewann auf Malta fast 30 nationale Titel bei den Erwachsenen. 1993 und 1995 nahm sie an den Badminton-Weltmeisterschaften teil.

## Sportliche Erfolge
| Saison | Veranstaltung                | Disziplin   | Platz | Name                             |
| ------ | ---------------------------- | ----------- | ----- | -------------------------------- |
| 1992   | Malta: Einzelmeisterschaften | Dameneinzel | 1     | Joanne Grech                     |
| 1993   | Malta: Einzelmeisterschaften | Damendoppel | 1     | Catherine Dimech / Joanne Grech  |
| 1993   | Malta: Einzelmeisterschaften | Dameneinzel | 1     | Joanne Grech                     |
| 1994   | Malta: Einzelmeisterschaften | Damendoppel | 1     | Catherine Dimech / Joanne Grech  |
| 1994   | Malta: Einzelmeisterschaften | Dameneinzel | 1     | Joanne Grech                     |
| 1995   | Malta: Einzelmeisterschaften | Damendoppel | 1     | Catherine Dimesh / Joanne Grech  |
| 1995   | Malta: Einzelmeisterschaften | Dameneinzel | 1     | Joanne Grech                     |
| 1996   | Malta: Einzelmeisterschaften | Damendoppel | 1     | Catherine Dimesh / Joanne Grech  |
| 1996   | Malta: Einzelmeisterschaften | Dameneinzel | 1     | Joanne Grech                     |
| 1997   | Malta: Einzelmeisterschaften | Damendoppel | 1     | Catherine Dimech / Joanne Grech  |
| 1997   | Malta: Einzelmeisterschaften | Dameneinzel | 1     | Joanne Grech                     |
| 1998   | Malta: Einzelmeisterschaften | Damendoppel | 1     | Catherine Dimech / Joanne Grech  |
| 1999   | Malta: Einzelmeisterschaften | Dameneinzel | 1     | Joanne Grech                     |
| 1999   | Malta: Einzelmeisterschaften | Mixed       | 1     | Aldo Polidano / Joanne Grech     |
| 1999   | Malta: Einzelmeisterschaften | Damendoppel | 1     | Catherine Dimech / Joanne Grech  |
| 2000   | Malta: Einzelmeisterschaften | Damendoppel | 1     | Catherine Dimech / Joanne Cassar |
| 2000   | Malta: Einzelmeisterschaften | Dameneinzel | 1     | Joanne Casar                     |
| 2000   | Malta: Einzelmeisterschaften | Mixed       | 1     | Aldo Polidano / Joanne Cassar    |
| 2002   | Malta: Einzelmeisterschaften | Damendoppel | 1     | Catherine Dimech / Joanne Cassar |
| 2003   | Malta: Einzelmeisterschaften | Damendoppel | 1     | Catherine Dimech / Joanne Cassar |
| 2004   | Malta: Einzelmeisterschaften | Damendoppel | 1     | Catherine Dimech / Joanne Cassar |
| 2005   | Malta: Einzelmeisterschaften | Damendoppel | 1     | Catherine Dimech / Joanne Cassar |
| 2006   | Malta: Einzelmeisterschaften | Damendoppel | 1     | Catherine Dimech / Joanne Cassar |
| 2006   | Malta: Einzelmeisterschaften | Dameneinzel | 1     | Joanne Cassar                    |
| 2006   | Malta: Einzelmeisterschaften | Mixed       | 1     | Joanne Cassar / David Cole       |
| 2007   | Malta: Einzelmeisterschaften | Dameneinzel | 1     | Joanne Cassar                    |
| 2008   | Malta: Einzelmeisterschaften | Damendoppel | 1     | Catherine Dimech / Joanne Cassar |
| 2009   | Malta: Einzelmeisterschaften | Damendoppel | 1     | Catherine Dimech / Joanne Cassar |
| 2009   | Malta: Einzelmeisterschaften | Dameneinzel | 1     | Joanne Cassar                    |